# اريك سكوت
اريك سكوت (بالإنجليزية: Eric Scott)‏ (و. 1958 – م) هو ممثل، وممثل أفلام، من الولايات المتحدة الأمريكية، ولد في لوس أنجلوس.

## وصلات خارجية
- اريك سكوت على موقع IMDb (الإنجليزية)
- اريك سكوت على موقع أول موفي (الإنجليزية)
- اريك سكوت على موقع إن إن دي بي (الإنجليزية)
- اريك سكوت على موقع قاعدة بيانات الفيلم (الإنجليزية)